# Jule Ronstedt
Jule Ronstedt (n. 21 aprilie 1971, München) este o actriță și regizoare germană.

## Date biografice
Jule Ronstedt a copilărit în Herrsching am Ammersee, a promovat bacalaureatul în Gilching și a studiat între anii 1991–1994, dramaturgia în München. În 1994 a debutat ca Alicia în filmul Aus heiterem Himmel. În anii următori a jucat diferite roluri în filme precum Café Meineid, Polizeiruf 110, Der Bulle von Tölz, Die Rosenheim-Cops, Der Kaiser von Schexing, Alarm für Cobra 11 – Die Autobahnpolizei.

## Teatru
- Das Gleichgewicht, de Botho Strauß
- Die Legende vom armen Heinrich, de Tankred Dorst
- Urfaust, de Johann Wolfgang von Goethe
- Herr Puntila und sein Knecht Matti, de Bertolt Brecht
- Hekabe, de Euripide
- Andere Baustelle, de Jule Ronsted
- King Kongs Töchter, de Theresia Walser

## Filmografie
- 1994–1996: Aus heiterem Himmel (serial cu Michael Fitz și Alexander May)
- 1997: Bandagistenglück (cu Jasmin Tabatabai și Ruth Drexel)
- 2001: Die grüne Wolke (cu Heinz Werner Kraehkamp)
- 2001: Geier im Reisrand (cu Heio von Stetten și Gerd Anthoff)
- 2002: Hinterlassenschaften (cu Christa Berndl și Fred Stillkrauth)
- 2003: Großglocknerliebe (cu Wolfi Fischer și Petra Perle)
- 2005: Wer früher stirbt ist länger tot (cu Markus Krojer, Jürgen Tonkel și Saskia Vester)
- 2008: Der Kaiser von Schexing
- 2008: Hilfe, meine Schwester kommt! (regie: Dirk Regel)
- 2008: Ossi’s Eleven (cu Sascha Schmitz și Götz Otto)
- 2009: Genug ist nicht genug
- 2009: Nichts als Ärger cu den Männern
- 2009–2010: Franzi (serial cu Gisela Schneeberger și Ercan Karacayli)
- 2010: Nanga Parbat
- 2010: Das Glück kommt unverhofft
- 2011: Das Beste draus machen (film scurt)
- 2011: Almanya – Willkommen in Deutschland

## Distincții
- 1997: Premiul Max-Ophül
- 1998: Premiul Merkur (teatru)
- 2001: Premiul Bavaria (cultură)